# Pesebre

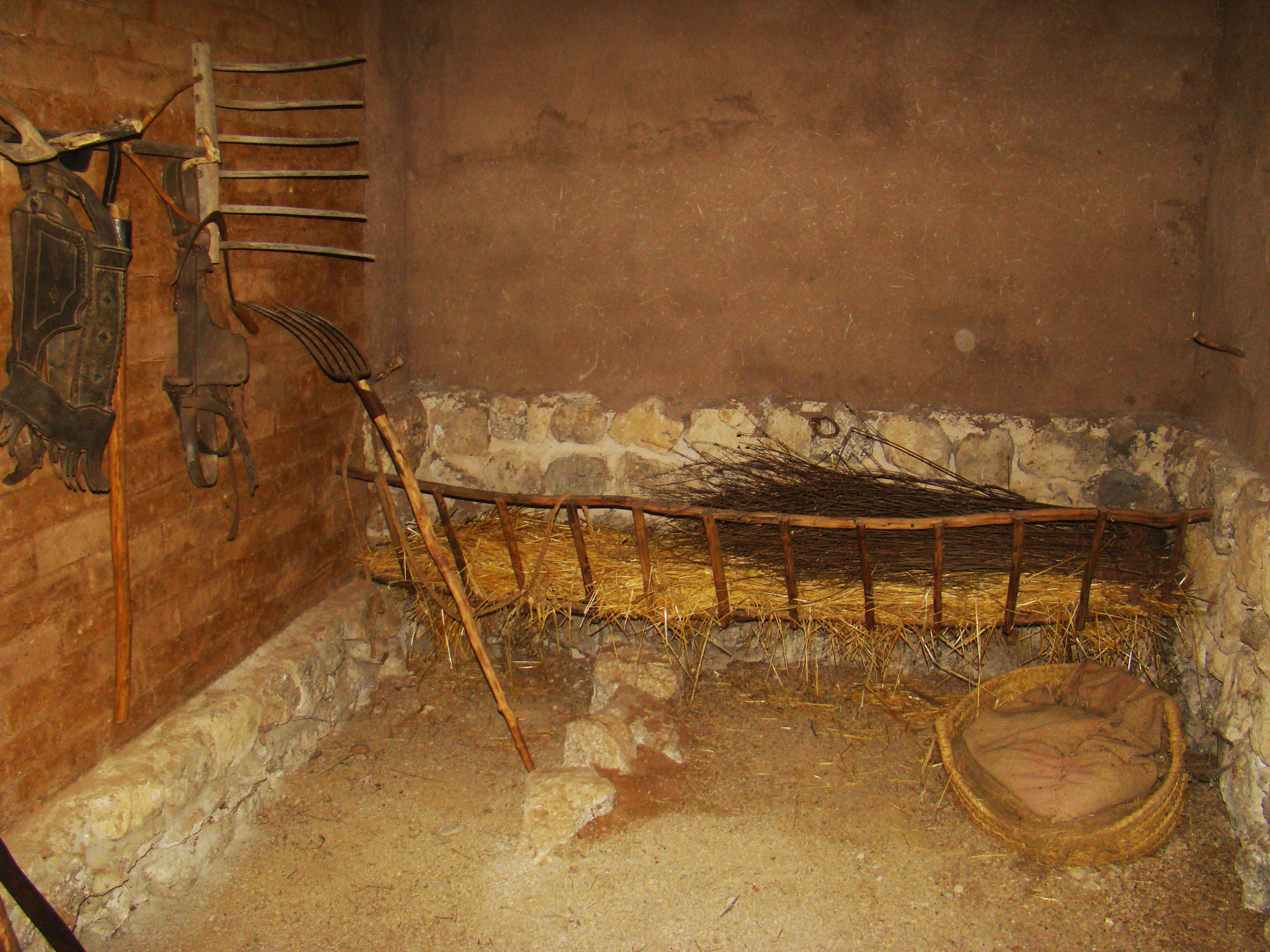
Pesebre del poblado medieval de "Fuenteungrillo", en Villalba de los Alcores (Valladolid, España).

El pesebre es el recipiente donde comen los animales. Puede fabricarse de madera (como un cajón o una artesa), de barro o bien ser obra de albañilería o labrarse directamente en piedra. Por extensión, también se llama pesebre al edificio o lugar dedicado a dar de comer a los animales. Es un término latino que procede de la voz «praesēpe».
Derivados de pesebre son "pesebrera", para el conjunto alineado en cuadras y caballerizas, y su aumentativo, "pesebrón", que en los coches de caballos, calesas y calesines era el cajón que servía de base para poner los pies o el propio suelo de madera del carruaje.

## Tipología
El pesebre rural tradicional, elemento común en todo tipo de cuadras, apriscos y corrales desde que el ser humano se inició en la práctica de la explotación ganadera, fue variando su tipología a través de los siglos. De piedra o barro cocido donde no había madera, y con muy diversos diseños donde el artesano carpintero podía aplicar su ingenio, a partir del siglo XIX empezaron a fabricarse los primeros pesebres metálicos, estructuras que han ido evolucionando hasta invadir el sector ganadero.

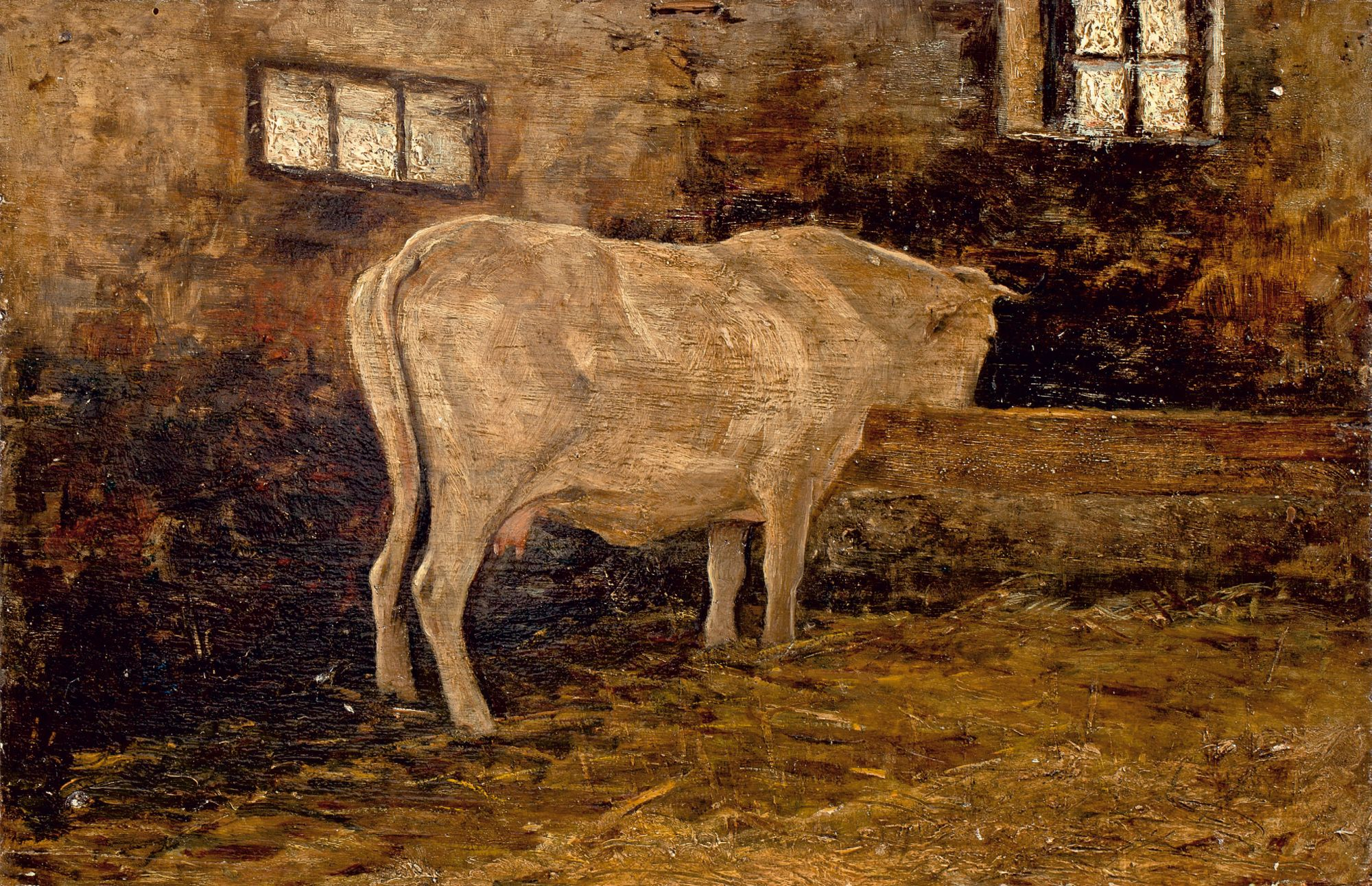
Vaca en un establo comiendo en un pesebre, óleo de Giovanni Segantini, hacia 1899.
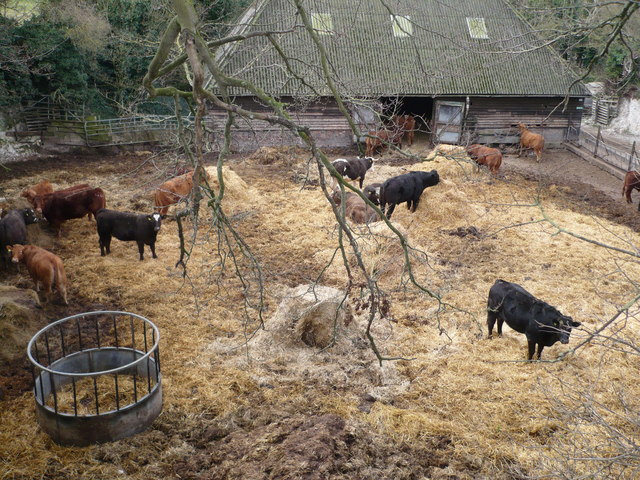
Moderno pesebre metálico circular en una cuadra de ganado vacuno, en Gran Bretaña.
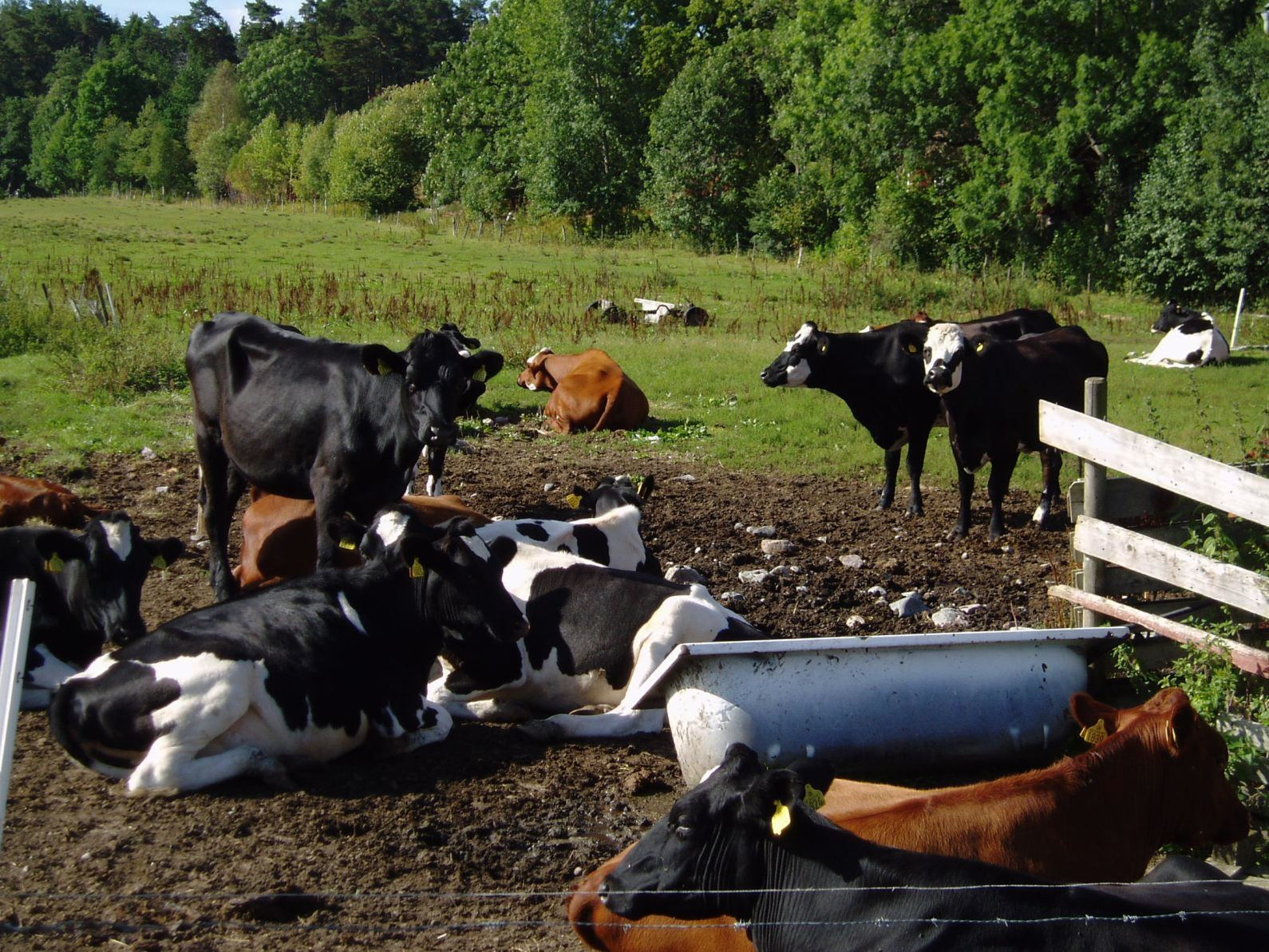
Bañera reciclada como pesebre en una vaquería sueca.

El romántico pesebre de la tradición cristiana del nacimiento del Niño Jesús ha dejado paso, en la era del reciclaje, a las muy poco poéticas bañeras que sirven de comedero y abrevadero a los animales en numerosos paisajes rurales ganaderos.